# Палаты Ладо
Палаты Ладо — памятник архитектуры в Москве по адресу Кривоколенный переулок, дом 9, строение 2.

## История
Двухэтажные палаты XVII века известны по имени владельца следующего столетия — доктора Христиана Ладо.
В середине XVIII века владение огибалось с южной стороны переулком — продолжением Кривоколенного в направлении церкви, известной как Меншикова башня. Переулок был закрыт в 1774 году, в период, когда усадьба принадлежала доктору Христиану Ладо.
На рубеже XVIII и XIX веков владельцем стала Васса Петровна Руперти, после смерти которой усадьба перешла её малолетним детям. В 1802 году большую часть территории занимали служебные постройки и сад — такая структура владения оставалась на протяжении всего XIX века. В 1820-е — 1840-е годы усадьба принадлежала купцу Карлу Даниловичу Руперти.
В 1862 году владельцем усадьбы стал московский купец второй гильдии Иван Ларионович Голубев. В 1865 году дом был надстроен ныне сохранившимся вторым этажом, а с запада, вместо прежней двухэтажной каменной галереи, была сооружена новая пристройка для лестницы. Примерно в это же время на восточном фасаде появилась терраса — балкон на каменных столбах, от которого в сад спускалась лестница (ныне утрачена).
Не позднее 1891 года новыми владельцами стали доктор медицины Михаил Аркадьевич Лунц и его жена Софья Григорьевна, которым усадьба принадлежала вплоть до революции. В 1911—1917 годах в здании размещалась частная больница М. Лунца.
После Октябрьской революции здание было национализировано.
В 1974 году палаты получили статус объекта культурного наследия с наименованием «Жилой дом с палатами, XVII—XVIII вв., XIX в.»

## Архитектура
На фасадах раскрыты следы наличников, междуэтажных поребриков, спаренных колонок. Сохранились своды в помещениях первого этажа, планировка которого удивляет преобладанием длинных узких помещений.

## Современное состояние
В 1999 году здание было признано аварийным, подлежащим «реконструкции под нежилые цели». С тех пор расселено и пребывает в запустении. Лицевые части стен во многих местах разрушаются. Вопреки предписаниям, работы не начинались. В июле 2018 года приказом Департамента культурного наследия города Москвы утверждено охранное обязательство. 6 декабря 2019 года в палатах открылись бистро и бар "Ладо" (ООО "Палаты Ладо").